# Alojz Završnik
Alojz Završnik, slovenski častnik, veteran vojne za Slovenijo in obramboslovec, * 1953, Sevnica.
Bil je obrambni ataše Republike Slovenije na Hrvaškem.

## Vojaška kariera
- načelnik PDRIU (? - 15. julij 2009)
- namestnik načelnika PDRIU
povišan v brigadirja (10. maj 1999)
- poveljnik 3. operativnega poveljstva Slovenske vojske (11. januar 1999)
- diplomiral na Kraljevi univerzi za obrambne študije (1998)
- poveljnik 8. PŠTO (1995–1998)
- namestnik poveljnika 2. PŠTO (1993–1995)
povišan v podpolkovnika (18. junij 1993)
- bitka za Medvedjek (1991)

## Odlikovanja in priznanja
- zlata medalja generala Maistra z meči (31. januar 1992)
- zlata medalja generala Maistra (31. maj 2004)
- zlata medalja Slovenske vojske (16. maj 1993)
- spominski znak Medvedjek
- spominski znak Premiki 1991
- spominski znak Obranili domovino 1991